# Hi-Rez Studios
Hi-Rez Ventures, auparavant Hi-Rez Studios, est une entreprise américaine de développement et d'édition de jeux vidéo fondée en 2005.

## Histoire
En 2014, Hi-Rez Studios investit 10 millions de dollars pour agrandir ses bureaux et recruter 30 nouvelles personnes,.
En mai 2018, l'entreprise annonce le lancement de Skillshot Media sa filiale consacrée à la production et à l'organisation d'évènements liés à l'univers de l'esport comme les ligues professionnelles pour Smite et Paladins. Dirigée par Todd Harris (un des cofondateurs de Hi-Rez Studios) et Nabil Ismail, la division est basée à Alpharetta, aux États-Unis, et compte plus d'une trentaine d'employés. Les locaux de près de 1 500 m2 peuvent accueillir au moins 200 joueurs professionnels de productions Hi-Rez mais pas que.
En août 2018, Hi-Rez organise une restructuration débouchant sur la formation de trois studios de développement : Titan Forge Games est désormais responsable de Smite, Evil Mojo Games de Paladins et Heroic Leap Games de Realm Royale. Chaque studio dispose de son propre directeur, et ces derniers sont tous supervisés par un directeur général : Chris Larson, l'ancien producteur exécutif de Smite et de Paladins. En outre, Hi-Rez rachète les entreprises annexes Skillshot Media, maintenant responsable de la création de communautés et de services dans le domaine de l'esport, et Alacrity Arthouse, pour les services visuels (illustrations conceptuelles, vidéos cinématiques, effets visuels) des jeux Hi-Rez et des clients externes.
En juillet 2019, le studio Red Beard Games est fondé à Brighton et rejoint le bureau européen d'Hi-Rez, qui a ouvert ses portes en 2016. Il est donc placé sous la responsabilité de la directrice générale Europe et vice-présidente du marketing, Véronique Lallier, passée par Warner Bros, NCsoft et Rockstar Games,. Leur premier jeu Divine Knockout est annoncé en 2022.
En septembre 2019, Hi-Rez présente son nouveau studio First Watch Games, installé à Atlanta. Regroupant des développeurs expérimentés issus d'Hi-Rez, de Blizzard, de Daybreak, d'Electronic Arts ou encore de Vicarious Vision, il dévoile la sortie de Rogue Company.
En juin 2023, l'entreprise se restructure et licencie "un peu moins" de 30 employés, sur plus de 450. En effet, le studio Red Beard Games rejoint Titan Forge, dirigé par Alex Cantatore et Travis Brown, tandis que First Watch Games se fond dans Evil Mojo, dirigé par Tony Jones. Ces deux studios sont désormais les éditeurs de leurs propres-jeux. De plus, l'ex-éditeur Hi-Rez Studios devient Hi-Rez Ventures, dont le PDG est maintenant Erez Goren, son fondateur. Il remplace Stewart Chisam, maintenant à la tête de la troisième et dernière entité de l'entreprise, RallyHere Interactive, une plateforme spécialisée dans les jeux-services créée plus tôt dans l'année,,.
Le 1er octobre 2024, le studio Hi-Rez annonce, dans un communiqué publié sur X, de nouveaux licenciements pour raisons économiques. Ces coupes salariales ont principalement lieu dans les pôles édition et marketing, avec quelques licenciements supplémentaires du côté des cosmétiques ou des systèmes in-game. L'entreprise se focalise maintenant sur son prochain jeu Smite 2, avec une équipe plus importante que pour son prédécesseur. Elle garde aussi une équipe restreinte sur Paladins,.
À la suite de ces licenciements, Hi-Rez Ventures ferme Realm Royale Reforged le 17 février 2025, en le retirant des magasins numériques et en débranchant ses serveurs,,.
En février 2025, Hi-Rez licencie entre 50 et 70 employés et met fin au développement des jeux Smite, Paladins et Rogue Company, tout en continuant de maintenir leurs serveurs actifs. Smite 2 est désormais au centre des « opérations nouvellement rationalisées » de l'entreprise, bien que des développeurs du titre aient également été licenciés,,,.
Fin mai 2025, le conseil d'administration décide de licencier plusieurs cadres de l'entreprise, estimant qu'ils étaient devenus trop nombreux par rapport aux effectifs totaux. Parmi les personnes licenciées, l'on compte le président d'Hi-Rez Stewart Chisham, le producteur exécutif Travis Brown, le producteur principal Tony Jones, ainsi que deux cadres seniors de RallyHere,,.

## Studios de développement
- Titan Forge Games[27]
- Evil Mojo[28]

## Jeux édités
| Titre                           | Date | Genre(s)                                                | Plateformes(s)                                                                       | Développeur       |
| ------------------------------- | ---- | ------------------------------------------------------- | ------------------------------------------------------------------------------------ | ----------------- |
| Global Agenda                   | 2010 | MMO, TPS, A-RPG                                         | Linux, Windows                                                                       | Hi-Rez Studios    |
| Tribes: Ascend                  | 2012 | FPS, free-to-play, multijoueur en ligne                 | Linux, Windows                                                                       | Hi-Rez Studios    |
| Smite                           | 2014 | MOBA, MMO, vue à la troisième personne, free-to-play    | Linux, Windows, macOS, PlayStation 4, Xbox One, Nintendo Switch                      | Titan Forge Games |
| Jetpack Fighter                 | 2016 | Plates-formes, free-to-play                             | iOS, Android                                                                         | Hi-Rez Studios    |
| Smite Rivals                    | 2017 | Jeu de cartes, MOBA                                     | Windows, iOS, Android                                                                | Hi-Rez Studios    |
| Hand of the Gods: Smite Tactics | 2018 | Jeu de cartes, stratégie au tour par tour, free-to-play | Windows, PlayStation 4, Xbox One                                                     | Hi-Rez Studios    |
| Paladins Strike                 | 2018 | Hero shooter, MOBA, free-to-play                        | iOS, Android                                                                         | Hi-Rez Studios    |
| Paladins                        | 2018 | Hero shooter, FPS, free-to-play, multijoueur en ligne   | Windows, PlayStation 4, Xbox One, Nintendo Switch                                    | Evil Mojo Games   |
| Realm Royale                    | 2018 | Battle royale, TPS, free-to-play                        | Windows, PlayStation 4, Xbox One, Nintendo Switch                                    | Heroic Leap Games |
| Smite Blitz                     | 2019 | A-RPG                                                   | iOS, Android                                                                         | Stoneskin Games   |
| Rogue Company                   | 2020 | Hero shooter, TPS, free-to-play,multijoueur en ligne,   | Linux, Windows, PlayStation 4, PlayStation 5, Xbox One, Xbox Series, Nintendo Switch | First Watch Games |
| Divine Knockout                 | 2022 | Combat, vue à la troisième personne                     | Linux, Windows, PlayStation 4, PlayStation 5, Xbox One, Xbox Series                  | Red Beard Games   |
| Smite 2                         | 2024 | MOBA, MMO, vue à la troisième personne                  | Linux, Windows, PlayStation 5, Xbox Series                                           | Titan Forge Games |